# Смуров, Павел Владимирович
 Па́вел Влади́мирович Сму́ров (21 июля 1979, Камышин, Волгоградская область, СССР) — российский футболист, защитник, полузащитник.

## Карьера
Воспитанник камышинского футбола. С 1996 года играл за местный «Текстильщик», в главной команде дебютировал 15 мая 1997 года в гостевом кубковом матче против пензенского «Зенита» (1:3), выйдя на замену на 85-й минуте, в первенстве России первый матч сыграл 31 июля 1997 года в Ижевске, выйдя на замену на 85-й минуте матча против «Газовика-Газпрома» (0:1). В 1998 году перешёл в «Искру» из Энгельса. В 2001 году играл в клубе «Лада-Энергия» Димитровград. С 2002 года защищал цвета волгоградской «Олимпии». В 2005 году пополнил ряды «Химок», с которыми стал финалистом Кубка России. Затем выступал за нижегородский «Спартак». В 2007 году играл в костромском «Спартаке», после чего вернулся в «Олимпию». 17 февраля 2009 года подписал контракт с «Лучом-Энергией», где завершил профессиональную карьеру.

## Достижения
- Финалист Кубка России: 2004/05
- Серебряный призёр зоны «Юг» Второго дивизиона: 2003
- Бронзовый призёр зоны «Поволжье» Второго дивизиона: 2002

## Личная жизнь
Младший брат Георгий также футболист, нападающий.